# Grand Place
Grand Place (fr. Grand-Place de Bruxelles, niderl. Grote Markt van Brussel) – rynek w Brukseli, główny plac Brukseli Dolnej, nieregularny, pięciokątny, u wylotu siedmiu ulic, bez zabudowy śródrynkowej, wytyczony przed 1348 rokiem. W XV wieku wybudowano na nim ratusz miejski w stylu gotyckim, a w XVI wieku Maison du Roi. Zburzony w 1695 roku podczas francuskiego bombardowania, odbudowany w jednolitym stylu architektonicznym.
W 1998 roku wpisany na listę światowego dziedzictwa UNESCO.

## Nazwa
W XII w. plac nazywany był Nedermerckt (fr. Marché bas) lub Commune forum, Forum lub Merkt. Nazwa Grand-Place zaczęła być stosowana pod koniec XVIII wieku.

## Położenie

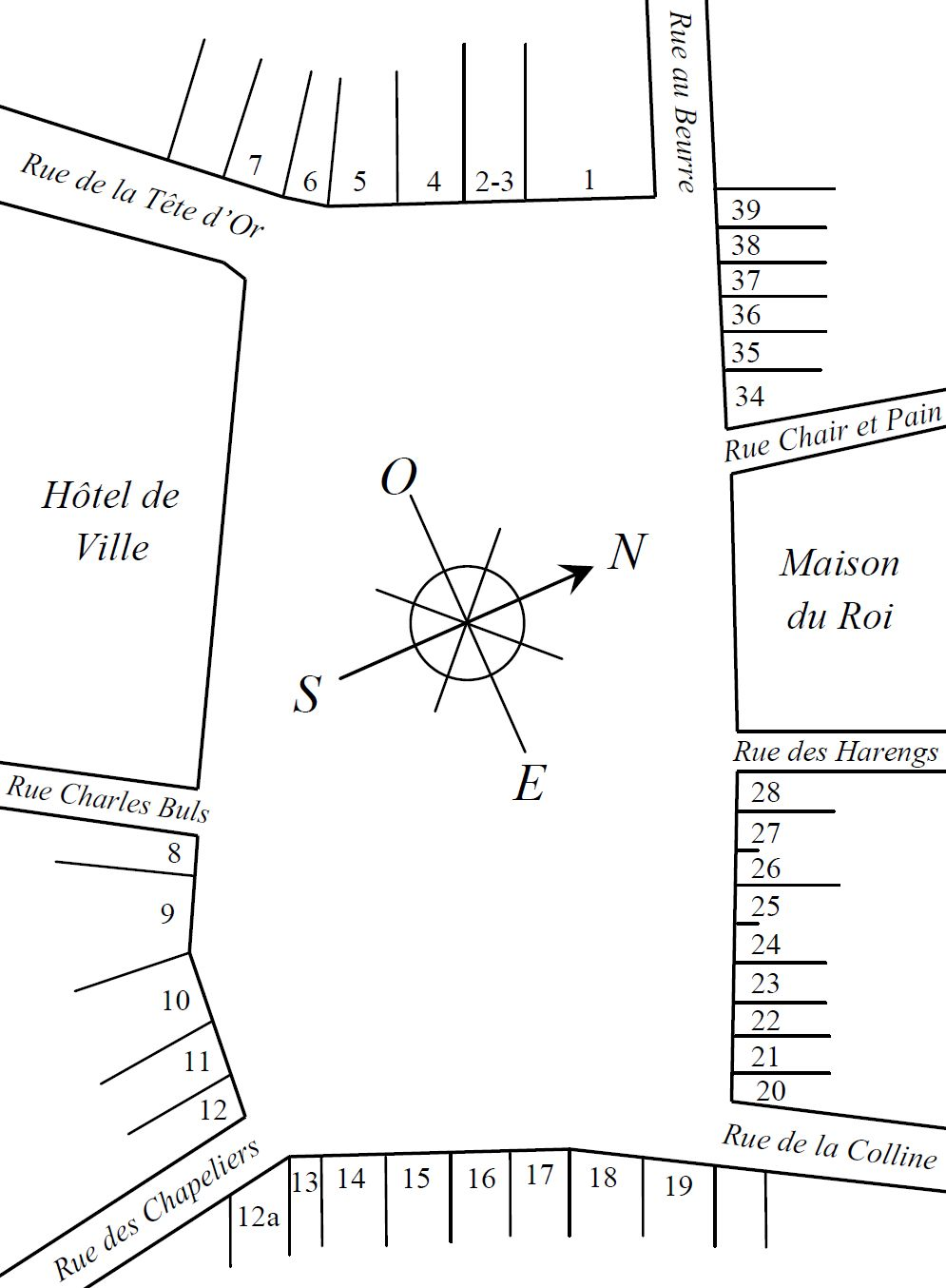
Plan Grand Place

Plac ma formę nieregularnego prostokąta, sprawiającego wrażenie pięciokąta. Od początku na placu zbiegało się siedem ulic: Rue au Beurre, Rue de la Tête d’Or, Rue Charles Buls, Rue des Chapeliers, Rue de la Colline, Rue des Harengs i Rue Chair et Pain.

## Historia

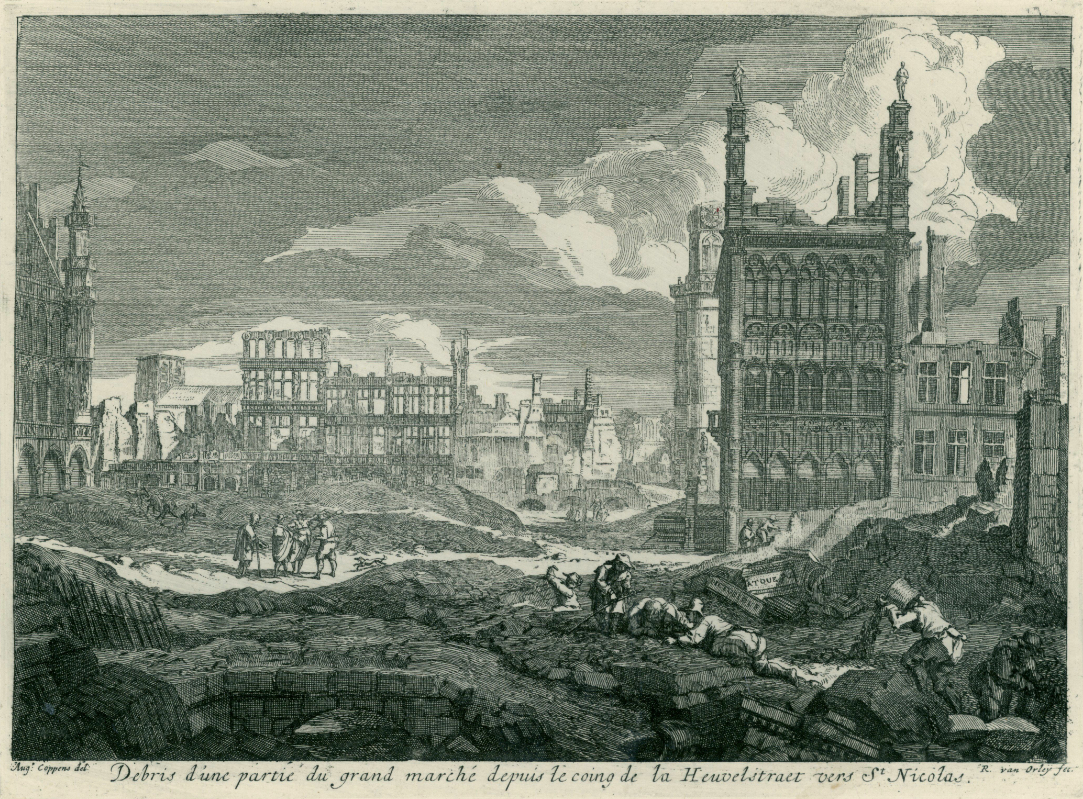
Ruiny Grand-Place po bombardowaniu Brukseli przez artylerię francuską w 1695 roku; miedzioryt na podstawie rysunku Augustina Coppensa (1668–1740)

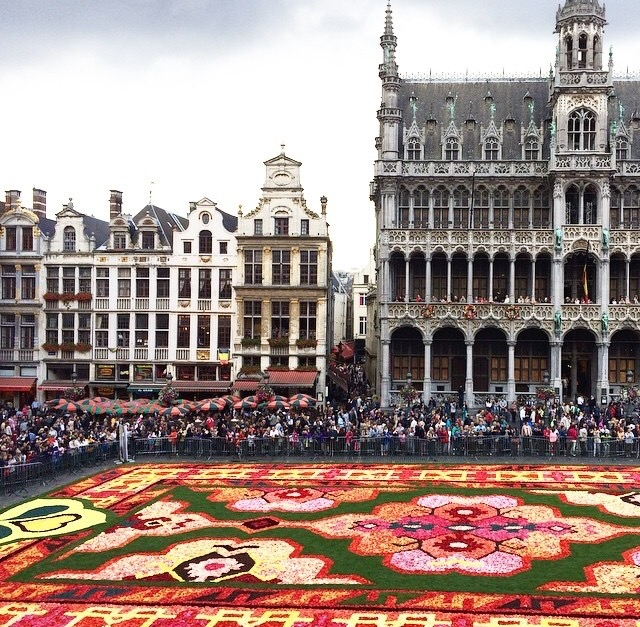
Dywan kwiatowy, 2014

Początki placu sięgają XI–XII wieku, kiedy to na osuszonym bagnie na prawym brzegu rzeki Zenne (współcześnie skanalizowanej) zaczęto stawiać pierwsze drewniane domy. W pobliżu przebiegał szlak handlowy łączący Nadrenię z Flandrią i nad rzeką powstał Nedermerckt (fr. Marché bas), o którym pierwsza wzmianka pisemna pochodzi z 1174 roku. Przyjeżdżali tu kupcy sprzedający towary dla dworu przy dawnym rzymskim castrum. Na początku XIII wieku wzniesiono trzy hale targowe, w których sprzedawano chleb, mięso i sukno, a plac wybrukowano kamieniami z pobliskiej rzeki. Targ funkcjonował na Grand Place do 19 listopada 1958 roku.
Plac stał się głównym ośrodkiem miasta. W 1401 roku rozpoczęto budowę późnogotyckiego ratusza. Wkrótce wzniesiono również siedziby gildii kupieckich. W XIV wieku drewniane domy w południowej części placu zaczęły zastępować kamienne kamienice. Plac zaczął spełniać funkcje społeczne i polityczne – odczytywano tu dekrety i zarządzenia, a także przeprowadzano egzekucje publiczne.
W XVII wieku strona zachodnia została wybrukowana na odcinku od domu Renard do domu Broutte. 14 sierpnia 1695 roku większość zabudowy rynku uległa zniszczeniu podczas 36-godzinnego ostrzału miasta przez francuską artylerię z rozkazu króla Ludwika XIV w odwecie za zniszczenie francuskiego wybrzeża przez angielskie i holenderskie okręty wojenne. Jedynymi budynkami, które, mimo uszkodzeń i pożaru, przetrwały atak były gmach ratusza i Maison du Roi. W ciągu czterech lat domy zostały odbudowane w jednolitym stylu barokowym. Plany nowych kamienic były poddawane wcześniejszej akceptacji władz miejskich. Nad odbudową pracowali m.in. Jean Cosyn (1646–1708), Guillaume De Bruyn, Antoine Pastorana (1640–1702) czy Corneille Van Nerven (1660–1714).
W latach 1793–1794 wojska francuskie splądrowały domy cechowe i je częściowo zniszczyły. Gmachy odbudowano stopniowo w latach 1863–1925. W 1852 roku ustanowiono prawo o konserwacji budynków, a w 1883 roku miasto zobowiązało się do łożenia na utrzymanie fasad kamienic. W 1998 roku plac wraz z zabudową został wpisany na listę światowego dziedzictwa UNESCO w 1998.
Na placu odbywają się różne uroczystości, koncerty i przedstawienia. Od 1971 roku, co dwa lata w połowie sierpnia, na placu układany jest dywan kwiatowy.

## Architektura
- Ratusz w Brukseli – późnogotycki ratusz ze strzelistą wieżą (96 m[8]), wzniesiony w latach 1401–1444 (wieża w 1449)[4] według projektu Jakuba z Thienen i Jana z Ruysbroek, zniszczony w 1695 roku, odbudowany i rozbudowany; stanowi przykład szczytowych osiągnięć gotyku brabanckiego.
- Maison du Roi (nl. Broodhuis) – gmach w stylu neogotyckim, w miejscu dawnej hali targowej, wzniesiony przez Habsburgów dla podkreślenia władzy cesarskiej, mieścił urząd podatkowy, sądy i więzienie[11]. Więzieni tu byli m.in. niderlandzki dowódca Lamoral Egmont (1522–1568) i francuski wojskowy Filip van Montmorency (1524–1568), którzy zostali ścięci na Grand Place[12]. Obecnie siedziba Muzeum Miasta (fr. Musée de la Ville de Bruxelles)[11].
- Domy cechowe – wzniesione na przełomie XVII i XVIII wieku w jednolitym stylu barokowym[8][4]. Często są klasyfikowane w trzy grupy ze względu na lokalizację i ornamentykę fasad[4]:
  - pierwszą grupę kamienic w tradycyjnym stylu, o wąskich filarach tworzą domy numer 20, 21–22 i 35–38;
  - drugą grupę, domów w stylu włoskim ozdobionych pilastrami i kolumnami, tworzą domy numer 1, 5, 7, 11, 28, 34, 39; domy numer 2-3 i 4 o bardziej dekoracyjnych szczytach i 26–27 inspirowane włoskim renesansem;
  - trzecią grupę, domów w stylu bardziej klasycznym, z frontonami, balustradami i poddaszami, tworzą domy numer 10, 13–19, 24–25 oraz 8, 12, 23[4]. Dom numer 9 wzniesiony został w stylu Ludwika XIV, a numer 6 w stylu zapowiadającym rokoko[4].

| Numer domu | Dom | Detal charakterystyczny | Nazwa                                                                             | Opis |
| ---------- | --- | ----------------------- | --------------------------------------------------------------------------------- | --- |
| 1          |     |                         | Maison au Roi d’Espagne (pol. Pod hiszpańskim królem) także Maison des Boulangers | Trzypiętrowa, narożna kamienica została wzniesiona w latach 1696–1697, najprawdopodobniej przez Jeana Cosyna. Dawna siedziba cechu piekarzy. Obecna nazwa pochodzi od popiersia króla Hiszpanii Karola V (1500–1558) na fasadzie domu, po bokach którego znajdują się postaci dwóch więźniów: Maura i Indianina. Na pierwszym piętrze znajduje się popiersie Autberta z Cambrai – patrona piekarzy. Balustradę poddasza zdobią figury symbolizujące Siłę, Ogień, Wodę, Wiatr, Pszenicę i Rozwagę, składniki uważane za konieczne do wypieku idealnego chleba. |
| 2/3        |     |                         | Maison de la Brouette (pol. Dom taczki)                                           | Czteropiętrowa kamienica wzniesiona w latach 1644–1645, częściowo zniszczona podczas ataku francuskiego w 1695 roku i odbudowana przez Jeana Cosyna. Dawna siedziba cechu producentów oleju, którzy produkowali tłuszcz niezbędny przy produkcji wysokojakościowego sukna. Jej nazwa pochodzi od taczki na fasadzie budynku. Szczyt kamienicy zdobi figura świętego Idziego autorstwa J. Van Hammego z 1912 roku. |
| 4          |     |                         | Maison du Sac (pol. Dom worka)                                                    | Czteropiętrowa kamienica wzniesiona w latach 1645–1646, częściowo zniszczona podczas ataku francuskiego w 1695 roku i odrestaurowana w 1697 roku przez Antoine’a Pastoranę. Dawna siedziba cechu cieśli i bednarzy. Pierwsze trzy piętra zachowały się w oryginalnym stanie. Jej nazwa pochodzi od worka przedstawionego na reliefie nad wejściem do budynku. |
| 5          |     |                         | Maison de la Louve (pol. Dom wilczycy)                                            | Kamienica wzniesiona w 1696 roku. Dawna siedziba cechu producentów łuków. Oryginalna fasada budynku jest bogato zdobiona – umieszczono tu medaliony z podobiznami czterech cesarzy rzymskich, pod którymi dodano ich cesarskie atrybuty, są to: Trajan i słońce, symbol Prawdy; Tyberiusza i sieć z klatką, symbole Fałszu; Oktawian August i globus, symbol Pokoju; oraz Juliusz Cezar i krwawiące serce Niezgody. Nad wejściem znajduje się relief przedstawiający Remusa i Romulusa z wilczycą; na frontonie – wyobrażenie Apollina strzelającego do węża-smoka Pytona a szczyt zdobi feniks powstający z popiołów. |
| 6          |     |                         | Maison du Cornet (pol. Dom rogu)                                                  | Trzypiętrowa kamienica wzniesiona w latach 1641–1645, w większości zniszczona podczas ataku francuskiego w 1695 roku i odbudowana w 1697 roku przez Antoine’a Pastoranę. Dawna siedziba cechu przewoźników rzecznych. Najwyższe piętro kamienicy przypomina rufę statku. Na fasadzie znajduje się medalion z podobizną króla Hiszpanii Karola V (1500–1558) w otoczeniu alegorycznych przedstawień czterech wiatrów, pary żeglarzy i pary delfinów. |
| 7          |     |                         | Maison du Renard (pol. Dom lisa)                                                  | Trzypiętrowa kamienica wzniesiona ok. 1645 roku, w większości zniszczona podczas ataku francuskiego w 1695 roku i odbudowana w 1699 roku najprawdopodobniej przez Corneille’S Van Nervena. Dawna siedziba cechu szmuklerzy. Nad wejściem znajduje się relief przedstawiający pozłacanego lisa, od którego pochodzi nazwa kamienicy. Parter zdobią płaskorzeźby z cherubinami bawiącymi się taśmami pasmanteryjnymi a drugie piętro – figura uosabiająca Sprawiedliwość w otoczeniu czterech kobiecych figur symbolizujących cztery kontynenty. |
| 8          |     |                         | Maison de L’Étoile (pol. Dom gwiazdy)                                             | Trzypiętrowa kamienica narożna wzniesiona w latach 1896–1897 z inicjatywy burmistrza miasta Charles’s Bulsa (1837–1914). Szczyt kamienicy wieńczy złota gwiazda, od której pochodzi nazwa domu. Po prawej stronie w arkadach kamienicy znajduje się neorenesansowa, brązowa rzeźba autorstwa Juliena Dillensa (1849–1904) przedstawiająca umierającego Éverarda t’ Serclaes’a (1320–1388), który w 1356 roku odbił magistrat i całe miasto z rąk sprzyjającego Francuzom księcia Flandrii na rzecz księcia Brabancji. Rzeźba jest wypolerowana od ciągłego jej dotykania – w powszechnym mniemaniu, jej dotkniecie ma zapewnić szczęście. Po lewej stronie w arkadach kamienicy znajduje się tablica upamiętniająca Charles’s Bulsa, który pełnił obowiązki burmistrza w latach 1881–1899 i działał na rzecz edukacji robotników flandryjskich. |
| 9          |     |                         | Maison du Cygne (pol. Dom łabędzia)                                               | Trzypiętrowa kamienica wzniesiona w 1698 roku. Fasada utrzymana w stylu Ludwika XIV. Nazwa kamienicy pochodzi od wizerunku wielkiego łabędzia umieszczonego na fasadzie. Dawna siedziba cechu rzeźników. Podczas pobytu w Brukseli Karol Marks odbywał tutaj spotkania Niemieckiej Unii Robotników, a w 1885 roku założono tu Belgijską Partię Robotniczą. |
| 10         |     |                         | Maison de L’Arbre d’Or (pol. Dom złotego drzewa) także Maison des Brasseurs       | Siedziba cechu piwowarów. Obecnie mieści się tu niewielkie muzeum browarnictwa. Na szczycie kamienicy znajduje się złoty posag jeźdźca z 1854 roku, przedstawiający Karola Lotaryńskiego, który zastąpił oryginalny posąg zniszczony przez wojska francuskie w 1794 roku. |
| 11         |     |                         | Maison de la Rose (pol. Dom róży)                                                 | |
| 12         |     |                         | Maison du Mont Thabor                                                             | |
| 13         |     |                         | Maison de la Renommée                                                             | Część Maison des Ducs de Brabant – siedmiu domów połączonych wspólną fasadą. |
| 14         |     |                         | Ermitage                                                                          | Część Maison des Ducs de Brabant – siedmiu domów połączonych wspólną fasadą. |
| 15         |     |                         | Maison de la Fortune                                                              | Część Maison des Ducs de Brabant – siedmiu domów połączonych wspólną fasadą. |
| 16         |     |                         | Maison du Moulin à vent                                                           | Część Maison des Ducs de Brabant – siedmiu domów połączonych wspólną fasadą. |
| 17         |     |                         | Maison du Pot d’étain                                                             | Część Maison des Ducs de Brabant – siedmiu domów połączonych wspólną fasadą. |
| 18         |     |                         | Maison de la Colline                                                              | Część Maison des Ducs de Brabant – siedmiu domów połączonych wspólną fasadą. |
| 19         |     |                         | Maison de la Bourse                                                               | Część Maison des Ducs de Brabant – siedmiu domów połączonych wspólną fasadą. |
| 20         |     |                         | Maison du Cerf                                                                    | |
| 21 i 22    |     |                         | Maison de Joseph et Anne                                                          | |
| 23         |     |                         | Maison de l’Ange                                                                  | |
| 24/25      |     |                         | Maison de la Chaloupe d’Or                                                        | Dawna siedziba cechu krawców. Na fasadzie znajduje się popiersie św. Barbary, patronki cechu. |
| 26/27      |     |                         | Maison du Pigeon                                                                  | Dawna siedziba cechu malarzy. W 1852 roku mieszkał tu Wiktor Hugo po emigracji z Francji po Wiośnie Ludów. |
| 28         |     |                         | Maison du Marchand d’Or                                                           | |
| 34         |     |                         | Maison du Heaume                                                                  | |
| 35         |     |                         | Maison du Paon                                                                    | |
| 36 i 37    |     |                         | Maison du Petit Renard et du Chêne                                                | |
| 38         |     |                         | Maison de Sainte-Barbe                                                            | |
| 39         |     |                         | Maison de l'Âne                                                                   | |